# Viguzzolo
Viguzzolo, (Vigseu en piemontès) és un municipi situat al territori de la província d'Alessandria, a la regió del Piemont (Itàlia).
Limita amb els municipis de Berzano di Tortona, Casalnoceto, Castellar Guidobono, Pontecurone, Sarezzano, Tortona i Volpeglino.

## Galeria fotogràfica

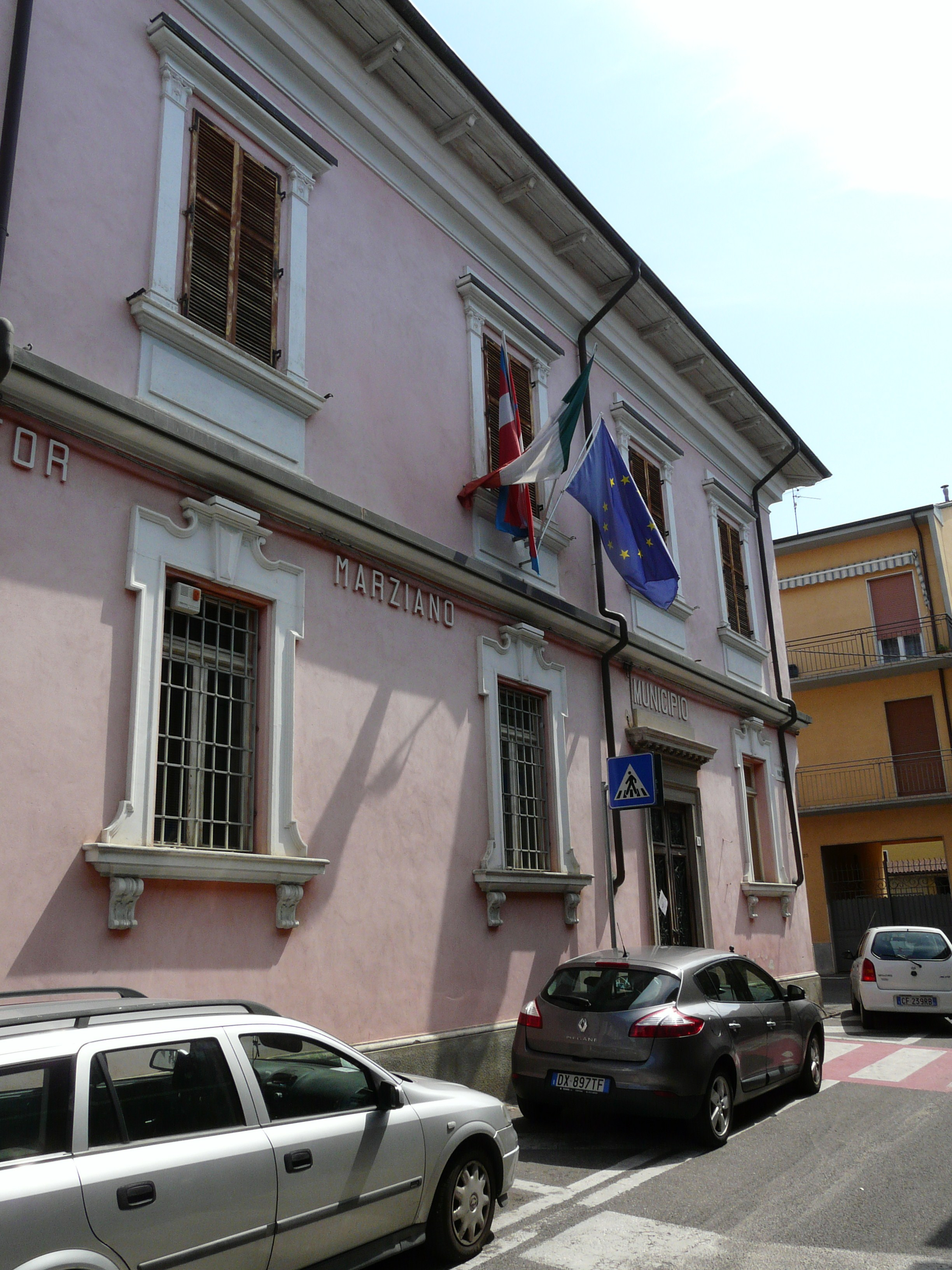
Ajuntament
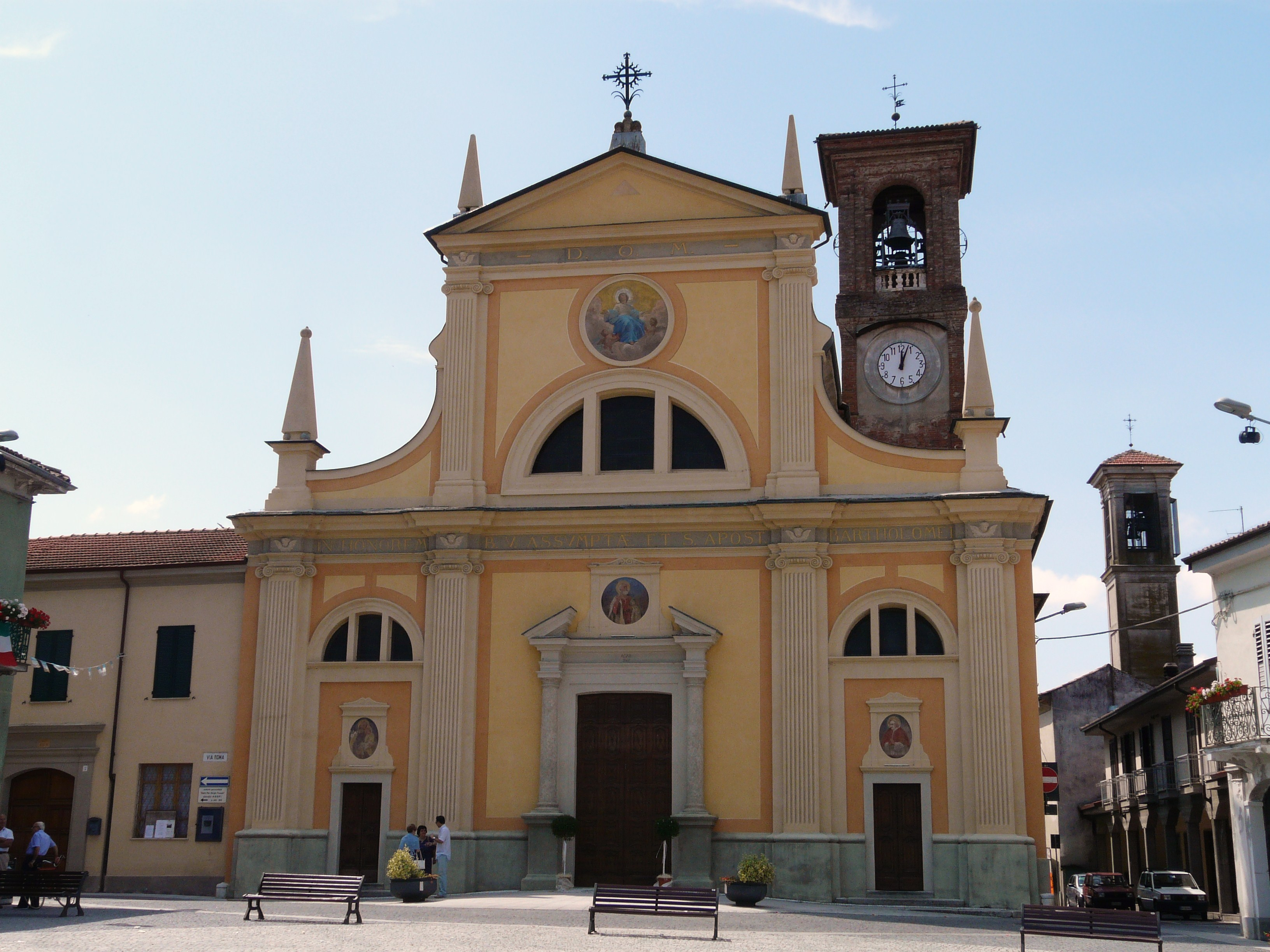
Façana de l'església
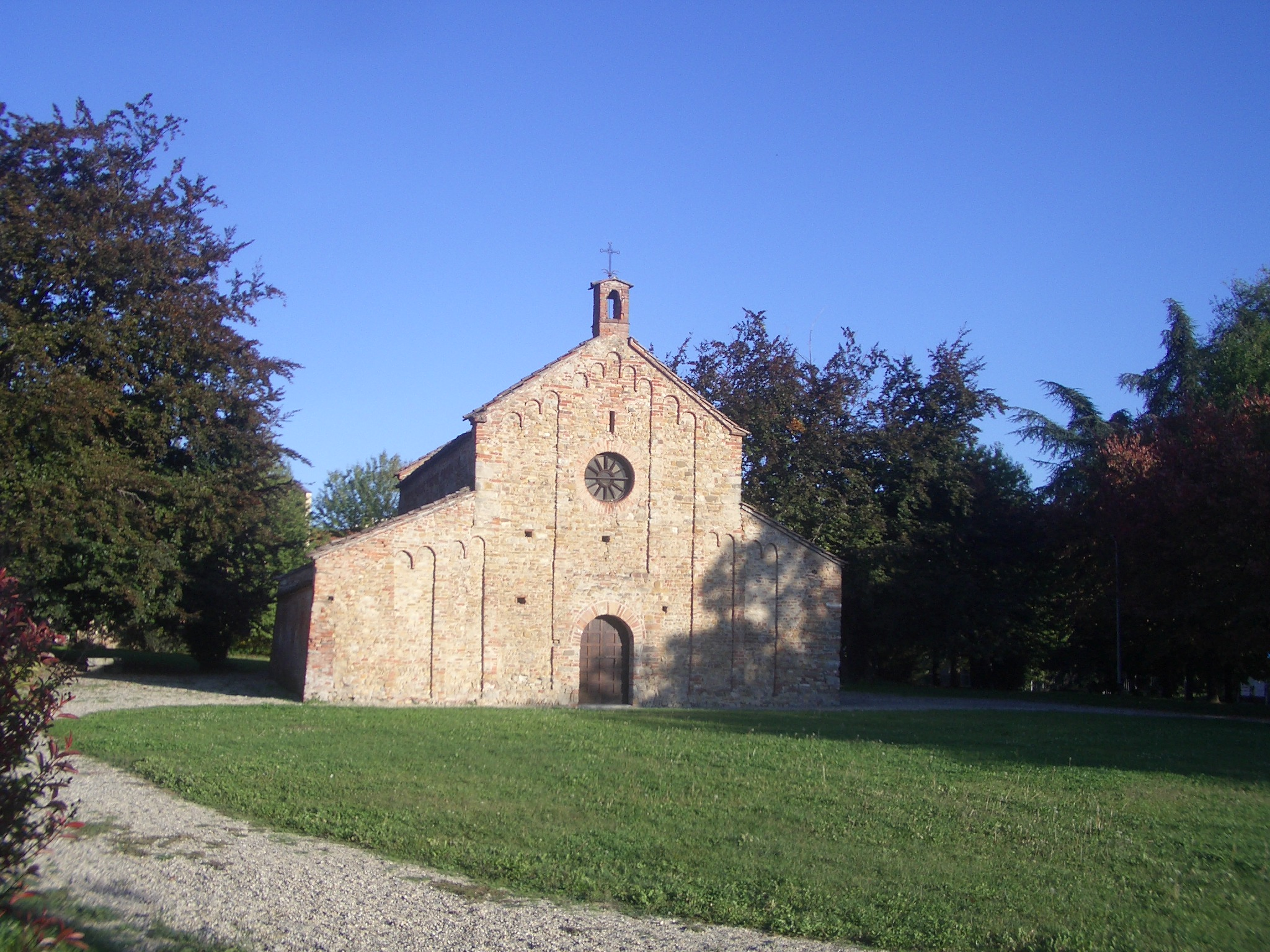
Capelleta de Sta. Maria
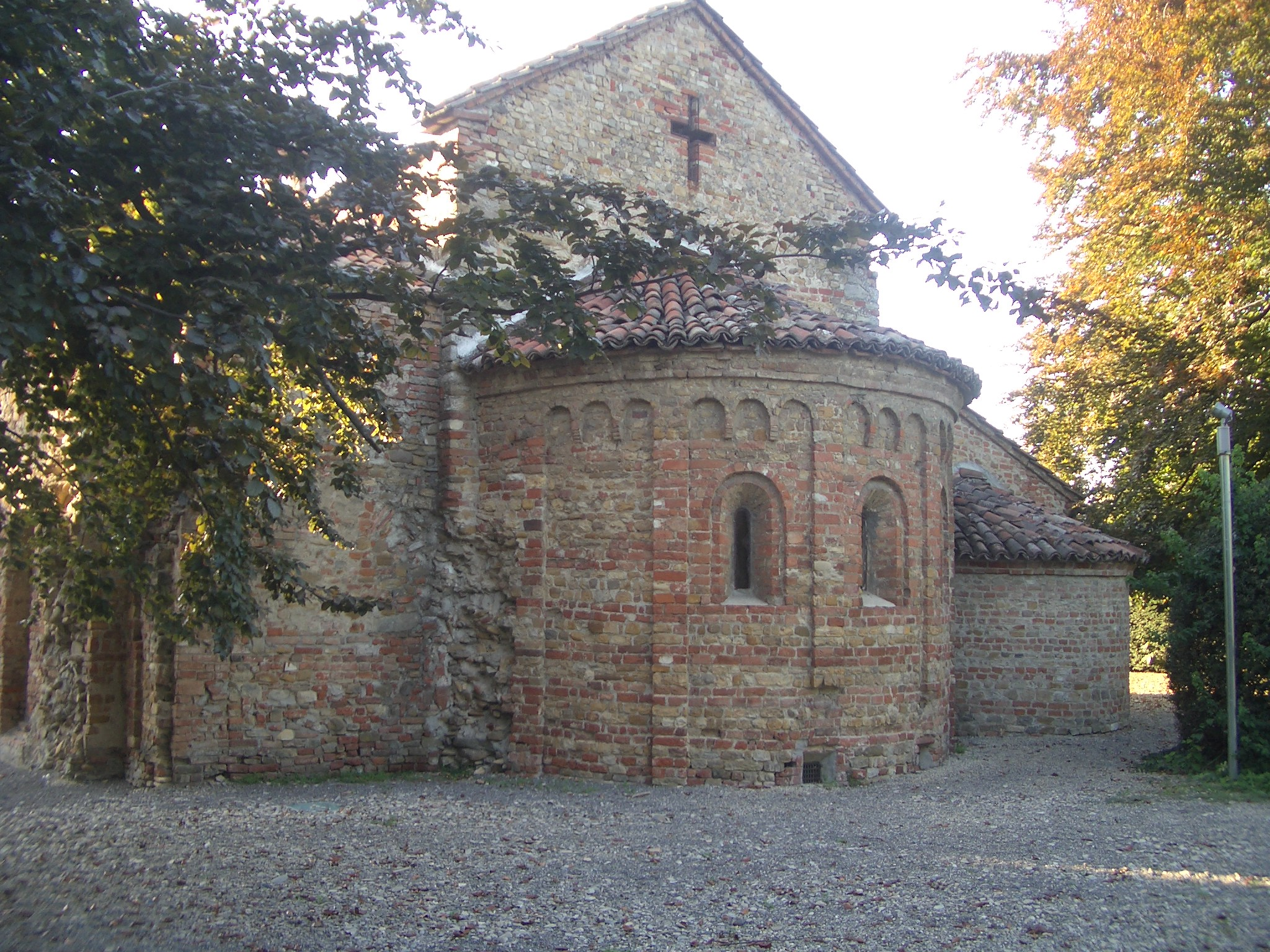
Absis